# Dinamo Moskou
Dinamo Moskou werd op 18 april 1923 opgericht door Feliks Dzerzjinski.
De club is een omni-sportvereniging. De sportvereniging heeft teams voor verschillende sporten: 
- FC Dinamo Moskou voetbalclub
- HC Dinamo Moskou ijshockeyploeg
- VK Dinamo Moskou volleybalclub
- ŽVK Dinamo Moskou vrouwenvolleybalclub
- MBK Dinamo Moskou basketbalclub
- ŽBK Dinamo Moskou vrouwenbasketbalclub